# Ambato Ambarimay
Ambato Ambarimay is een plaats en commune in het noordwesten van Madagaskar, behorend tot het district Ambato Boeny, dat gelegen is in de regio Boeny. Tijdens een volkstelling in 2001 telde de plaats 34.782 inwoners.
In de plaats is basisonderwijs en voortgezet onderwijs voor jongeren en ouderen beschikbaar. Tevens beschikt de stad over een rechtbank en ziekenhuis. 65 % van de bevolking werkt als landbouwer, 10 % houdt zich bezig met veeteelt en 15 % verdient zijn brood als visser. Het belangrijkste landbouwproduct is pinda's; andere belangrijke producten zijn katoen, rijst en cowpea's. Verder is 10% actief in de dienstensector.